# Myriam Spiteri Debono

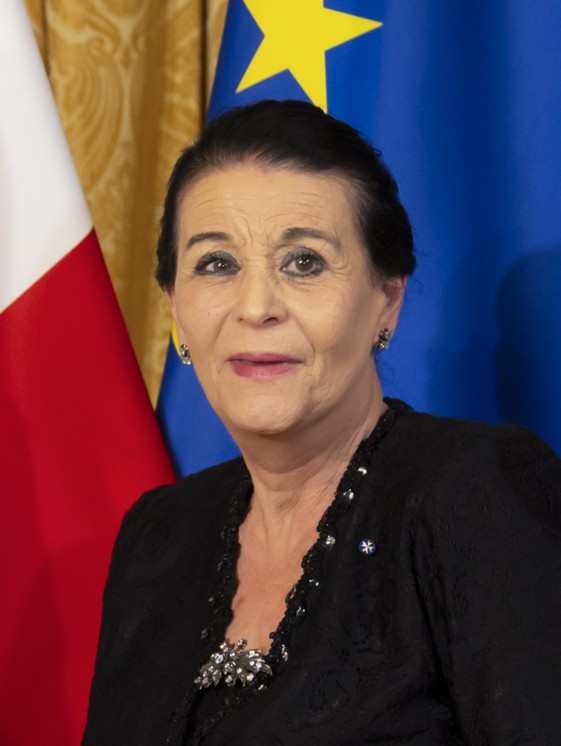

Myriam Spiteri Debono (* 25. Oktober 1952 in Victoria) ist eine maltesische Politikerin der Partit Laburista (PL). Seit dem 4. April 2024 ist sie Präsidentin ihres Landes.

## Leben
Spiteri Debono absolvierte nach dem Schulbesuch an der Agius de Soldanis Girls’ School ein Studium der Rechtswissenschaften und war später als Notarin (Notary Public) tätig.
Sie bewarb sich 1987, 1992, 1996, 1998 sowie 2003 als Kandidatin der Partit Laburista (PL) erfolglos um einen Platz im Repräsentantenhaus. Zeitweise war sie Vorsitzende des Frauenverbandes der PL. Im Oktober 1996 wurde sie dennoch als Nachfolgerin von Lawrence Gonzi Sprecherin des Repräsentantenhauses (Speaker of the House); sie ist die bislang einzige Präsidentin des maltesischen Parlaments. Im Oktober 1998 folgte ihr Anton Tabone als Speaker of the House.
Bei den vorgezogenen Parlamentswahlen am 5. September 1998, die zur Abwahl der Regierung von Premierminister Alfred Sant führten, erhielt sie als Kandidatin der PL im Wahlkreis 1 nur 38 Stimmen und damit lediglich das sechstbeste Ergebnis der PL-Kandidaten dieses Bezirks. Zugleich kandidierte sie im Wahlkreis 8, erhielt aber auch dort nur 80 Stimmen und das viertbeste Ergebnis und wurde damit erneut nicht zur Abgeordneten gewählt.
Nach der Gründung der Presse-Ethik-Kommission des Maltesischen Presseclubs wurde sie im Januar 1999 deren erste Präsidentin. In diesem Amt folgte ihr 2001 der ehemalige Präsident des Obersten Gerichts, Giuseppe Mifsud Bonnici.
Bei den Wahlen von 2003 erhielt sie im 1. Wahlbezirk lediglich 40 Stimmen und im 8. Wahlbezirk nur 58 Wählerstimmen und scheiterte damit erneut als Bewerberin um einen Parlamentssitz. Auf der Wahlliste der PL nahm sie dabei lediglich den 67. Platz ein.
Im Januar 2004 wurde sie Mitglied der Nationalen Kommission zur Förderung der Gleichheit von Mann und Frau (National Commission for the Promotion of Equality of Men and Women). Zuletzt wurde sie als Mitglied in die unter dem Vorsitz des Staatspräsidenten George Abela stehende Ordens- und Auszeichnungskommission (Officers of the Orders and Members of the Nominations Committee) berufen.
Am 27. März 2024 wählte sie das Parlament zur neuen Präsidentin von Malta. Sie übernahm das Amt von ihrem Vorgänger George Vella am 4. April 2024.